# Politolana sanchezi
Politolana sanchezi es una especie de crustáceo isópodo marino de la familia Cirolanidae.

## Distribución geográfica
Se distribuye por el Atlántico gallego y el golfo de Vizcaya.